# Házi tücsök
A házi tücsök (Acheta domesticus) a valódi tücskök családjába tartozó, az emberi településeken világszerte előforduló tücsökfaj.

## Megjelenése
A házi tücsök testhossza a hím esetében 13-20 mm, a nőstény 14-20 mm, ehhez járul még a 9-14 mm-es tojócső. Alapszíne szalmasárgától sárgásbarnáig terjed. A szemek között, illetve a fejtetőn széles világos keresztsáv húzódik, amelyeket sötét területek választanak el egymástól. A torpajzson öt sötét folt látható, de ezek némelyike elmosódott lehet vagy hiányozhat is. A torpajzs elülső és hátsó pereme sörtés. Az elülső szárnyak mindkét nem esetében elérik a potroh kétharmadát, sőt a hímek esetében túl is nyúlhatnak rajta. A hátsó szárnyak hosszúak, jól fejlettek, összecsukott állapotban tüskeszerűen túlnyúlnak a potrohvégen. A nőstény vékony, hosszú tojócsöve egyenes vagy kissé lehajló, a végén némileg megvastagodott. 
Éneke hangos, jellegzetes tücsökhang, 30-40 méterre is elhallatszik. A pirregések gyorsan (2-4 másodpercenként) követik egymást, de kevésbé egyenletesen mint a mezei tücsök esetében. Éjjel ciripel. 

### Hasonló fajok
A bordói tücsökkel lehet összetéveszteni.

## Elterjedése
Kozmopolita faj, az emberi településeken világszerte megtalálható. Magyarországon országszerte elterjedt.  

## Életmódja
Melegkedvelő, ezért Közép- és Észak-Európában csak az ember környezetében tud tartósan megtelepedni, a szabadban csak elvétve, nyáron fordul elő. A meleg, nedves, sötét helyeket keresi, régi házak konyháiban, pincékben, falrésekben, vagy akár új épületek hőközpontjaiban telepszik meg. Komposzthalmokon is előfordulhat, ahol a szerves hulladék bomlásakor keletkezett meleg lehetővé teszi túlélését. Ciripelése után könnyen felismerhető. Mindenevő, különféle növényi és állati eredetű táplálékot fogyaszt (leveleket, gyümölcsöket, répát, magvakat, elhullott rovarokat, beleértve fajtársait is). Éjszaka aktív.  
A kifejlett tücskök (imágók) egész évben előfordulnak. A nőstények nedves talajba, komposztba, nedves fűrészporba rakják petéiket. A peték 30 °C fölötti hőmérsékleten fejlődnek a leggyorsabban, ilyenkor kb. 10 nap alatt kikelnek belőlük a lárvák. A lárvák (amelyek a felnőttekre hasonlítanak, csak kisebbek és szárnyatlanok) 7-16 alkalommal vedlenek, míg imágóvá alakulnak. 
A házi tücsköt könnyű fogságban tartani és igen szapora. Gyakran tenyésztik különféle terráriumi állatok eleségeként.
A tücsköt a világ számos pontján, elsősorban Ázsiában élelmiszerként fogyasztják. 2022 óta az Európai Unióban is engedélyezett élelmiszerként, illetve adalékként.
Magyarországon nem védett.

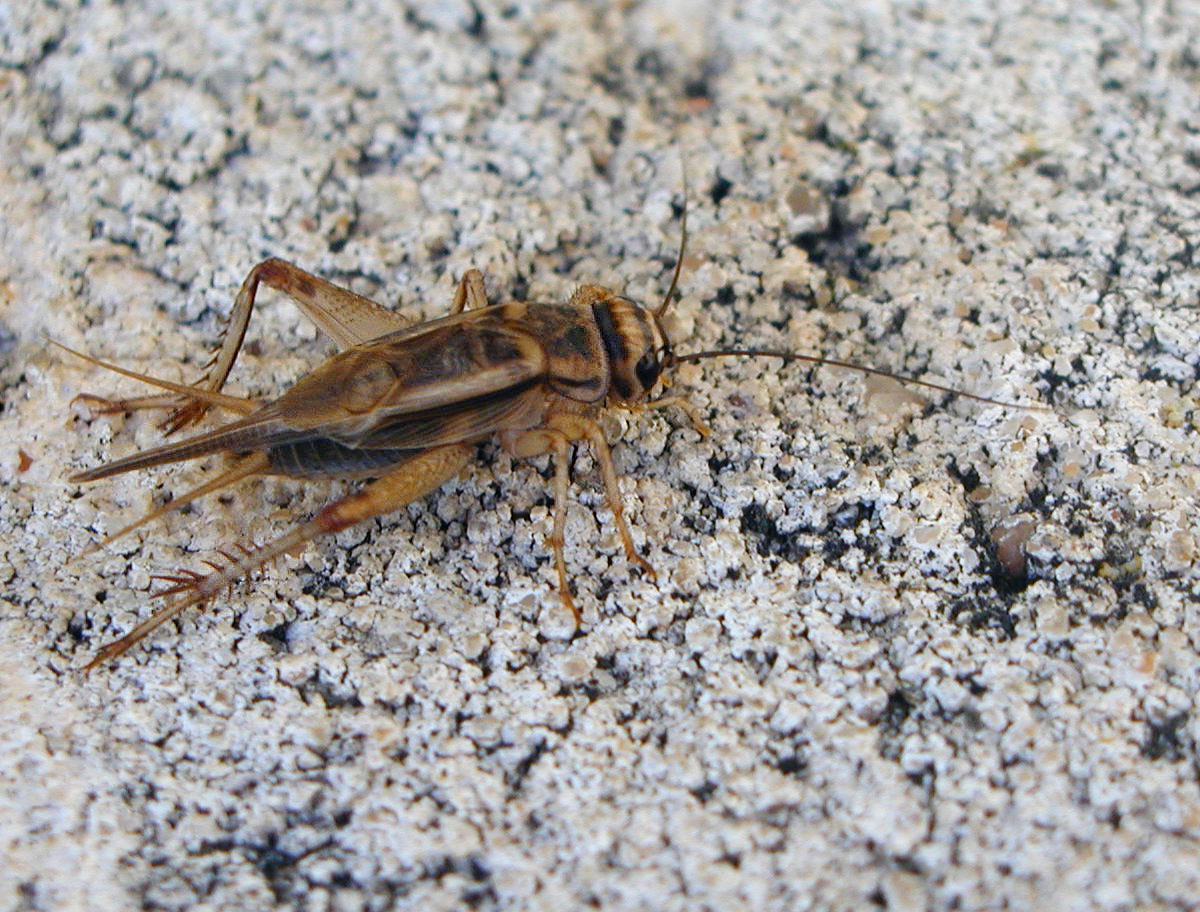
Hím tücsök
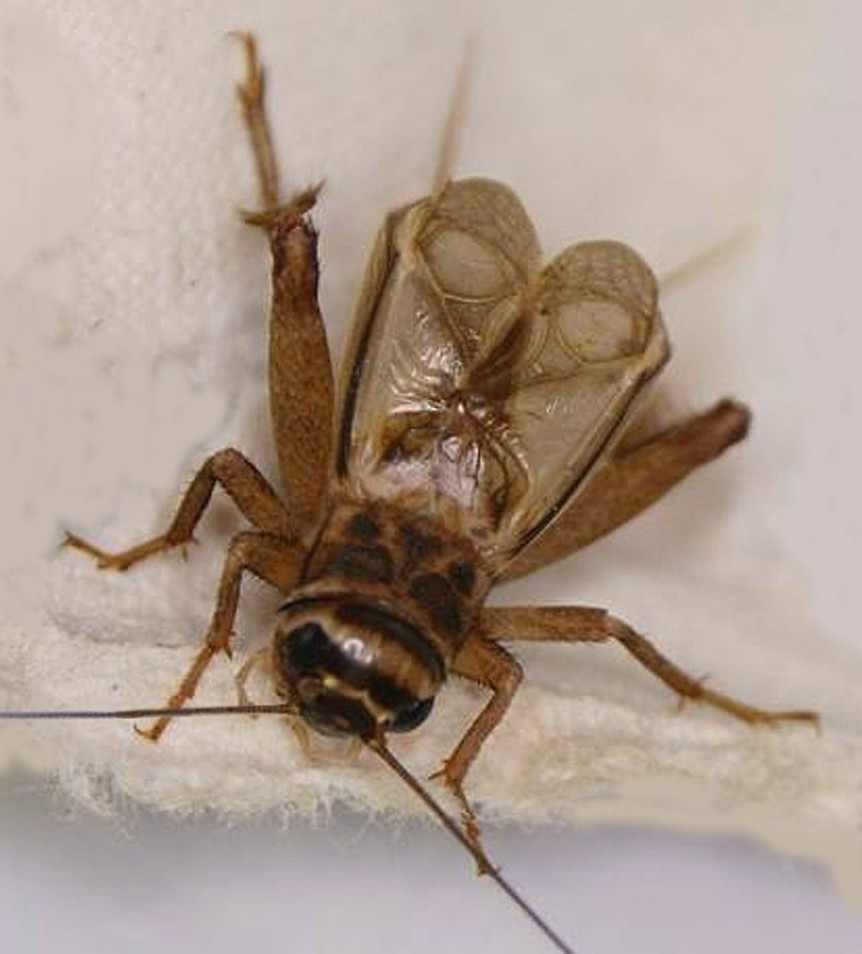
Hím tücsök ciripelés közben
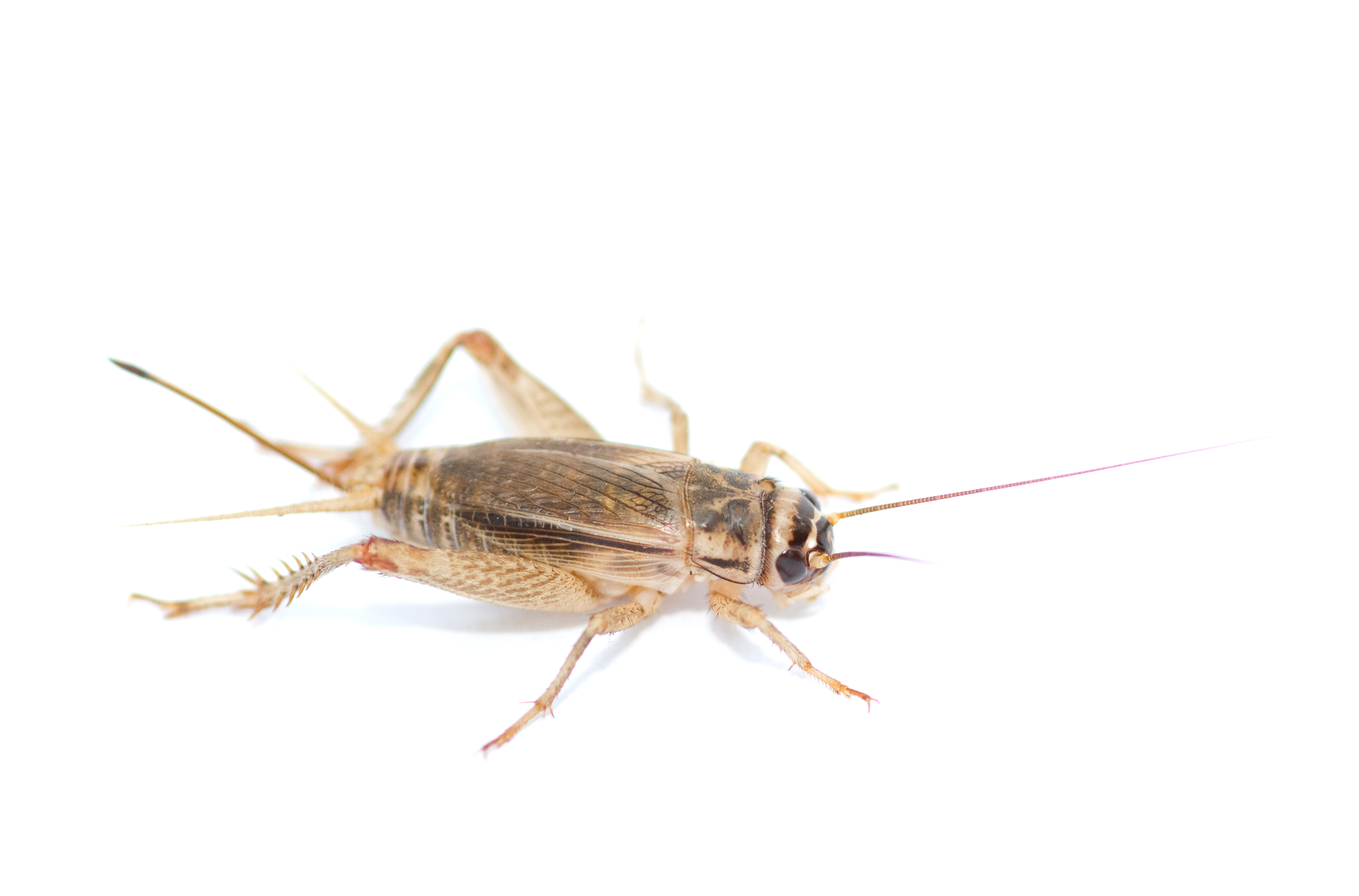
Nőstény
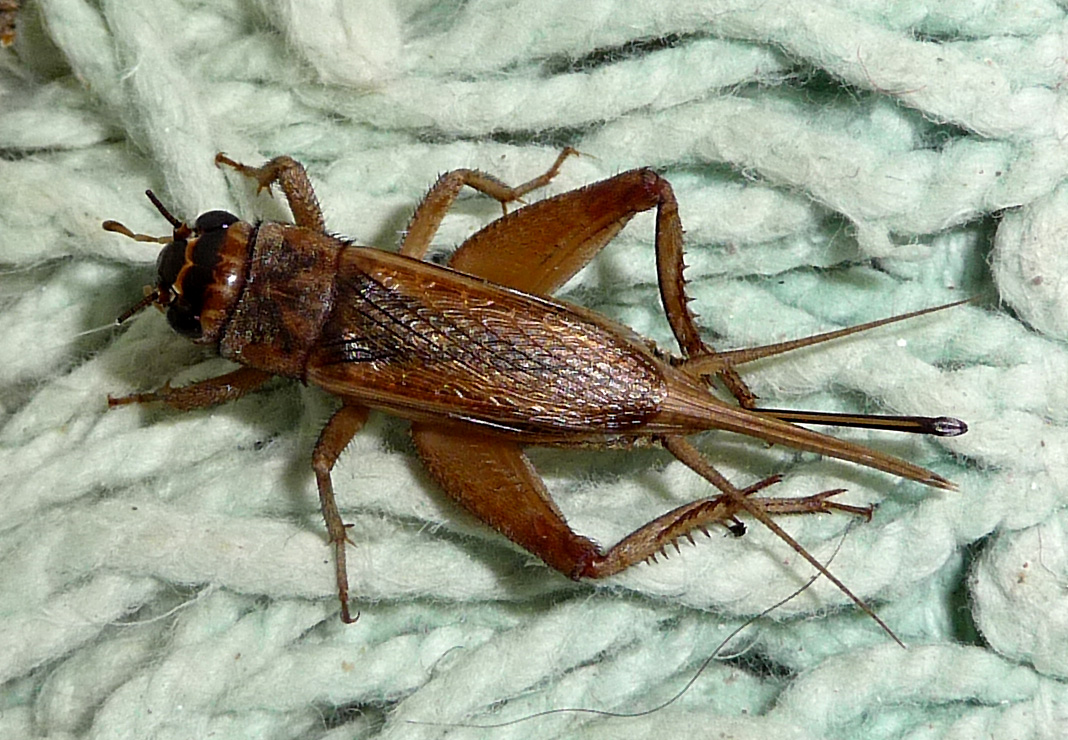
Nőstény
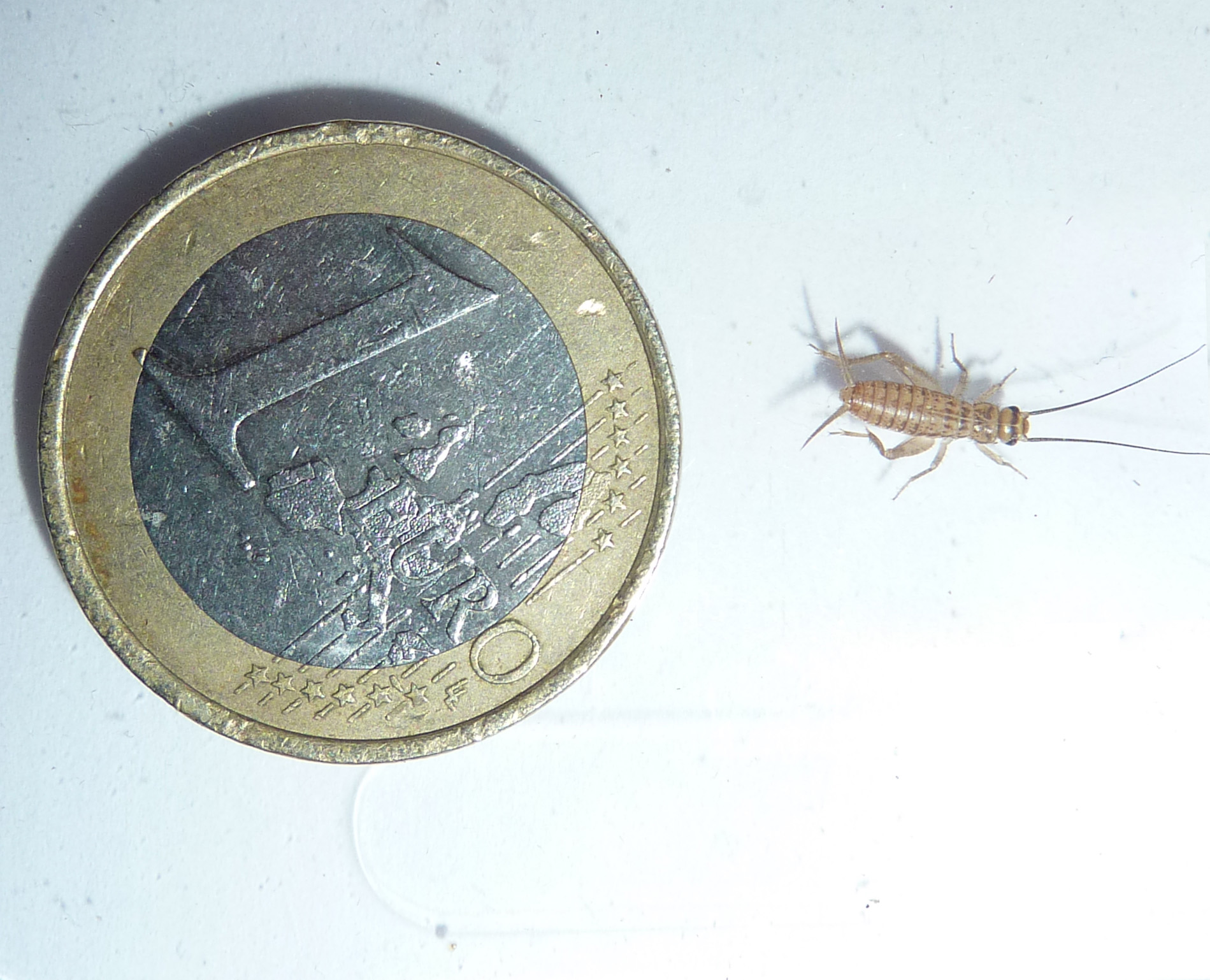
Két hónapos lárva